# ایمکه بارتلس
ایمکه آنه ماریان شلکنز-بارتلس (زادهٔ ۱۵ مارس ۱۹۷۷ میلادی در شهر آیندهوون) یک سوارکار زن
رشتهٔ درساژ اهل کشور هلند است. وی در بازی‌های المپیک ۲۰۰۴ آتن در یونان نیز شرکت داشت. مادر او تینکه بارتلس نیز سوارکار است.